# Олимпийский комитет Сент-Люсии
Олимпийский комитет Сент-Люсии (англ. St Lucia Olympic Committee) — организация, представляющая Сент-Люсию в международном олимпийском движении. Основан в 1987 году, зарегистрирован в МОК в 1993 году.
Штаб-квартира расположена в Кастри. Является членом Международного олимпийского комитета, Панамериканской спортивной организации и других международных спортивных организаций. Осуществляет деятельность по развитию спорта на Сент-Люсии.